# 아부 오마르 알바그다디
아부 오마르 알바그다디(아랍어: حميد داود محمد خليل الزاوي, 1959년 ~ 2010년 4월 18일)는 지하드 전사 평의회의 지도자로 알려져있다. 이 조직은 미군의 이라크 점령을 반대하는 8개의 그룹의 연합조직으로 현재는 이슬람 국가가 되었다.

## 생애
아부 오마르 알바그다디의 본명은 하미드 다우드 무함마드 카릴 알-자위(Hamid Dawood Muhammad Khalil al-Zawi)로 1964년 이라크 안바르주 하디타의 알-자위야(al-Zawiya) 마을에서 태어났다. 그는 바그다드의 경찰대학을 졸업했고, 이후 이라크 경찰 장교로 복무했다. 
1985년 알바그다디는 이라크의 지하디스트 단체에 가입했고 이라크에서 가장 저명한 지하디스트 지도자 목록 중 한 명이 되었다. 이로 인해 이라크 당국은 알바그다디를 기소했지만 그가 보안기관에 복무했기 때문에 그를 체포하지 않고 해고하고 추적하기로 결정했다.
1987년 알바그다디는 이라크에서 아프가니스탄으로 이주하여 소련군에 맞서 싸웠으며, 이후 1991년 이라크로 귀국했다. 
귀국 후 알바그다디는 이라크 당국에 의해 체포되어 처형당한 것으로 알려졌지만, 1990년대 동안 알바그다디를 목격한 지인들은 그가 하디타에서 종교적 신앙심이 깊기로 유명했고 신앙켐페인의 영향으로 살라피스트나 무슬림 형제단과 협력하던 이라크 당국의 암묵적인 승인 하에 알 아사프 모스크에서 이맘이 되어 살라피 신앙을 가르쳤다고 회고했다.
그는 이라크 침공 직후 하디타에서 그의 추종자들과 함께 군사훈련을 시작했고 이슬람 무장단체를 형성했다
공식적으로는 2004년 제1차 팔루자 전투에 참가했던 것이 밝혀진 후 생존한 것으로 판명되었다.
알바그다디는 훗날 무자헤딘 슈라 평의회의 에미르로 선출되었다.

## 사망
2010년 4월 18일 미군과 이라크군의 합동 작전으로 사망했다고 보도되었다. 그는 이라크군이 티크리트에서 남서쪽으로 6킬로미터 떨어진 민가를 목표로한 로켓 공격으로 인해 아부 아웁 마스리(Abu Ayyub al-Masri)와 함께 사망하였다고 보도되었다. 그는 집안의 지하굴에서 사망한 채로 발견되었다. 그의 아들도 함께 사망했으며, 그 밖의 16명이 체포되었다.